# Ramsjön (Svarttorps socken, Småland)

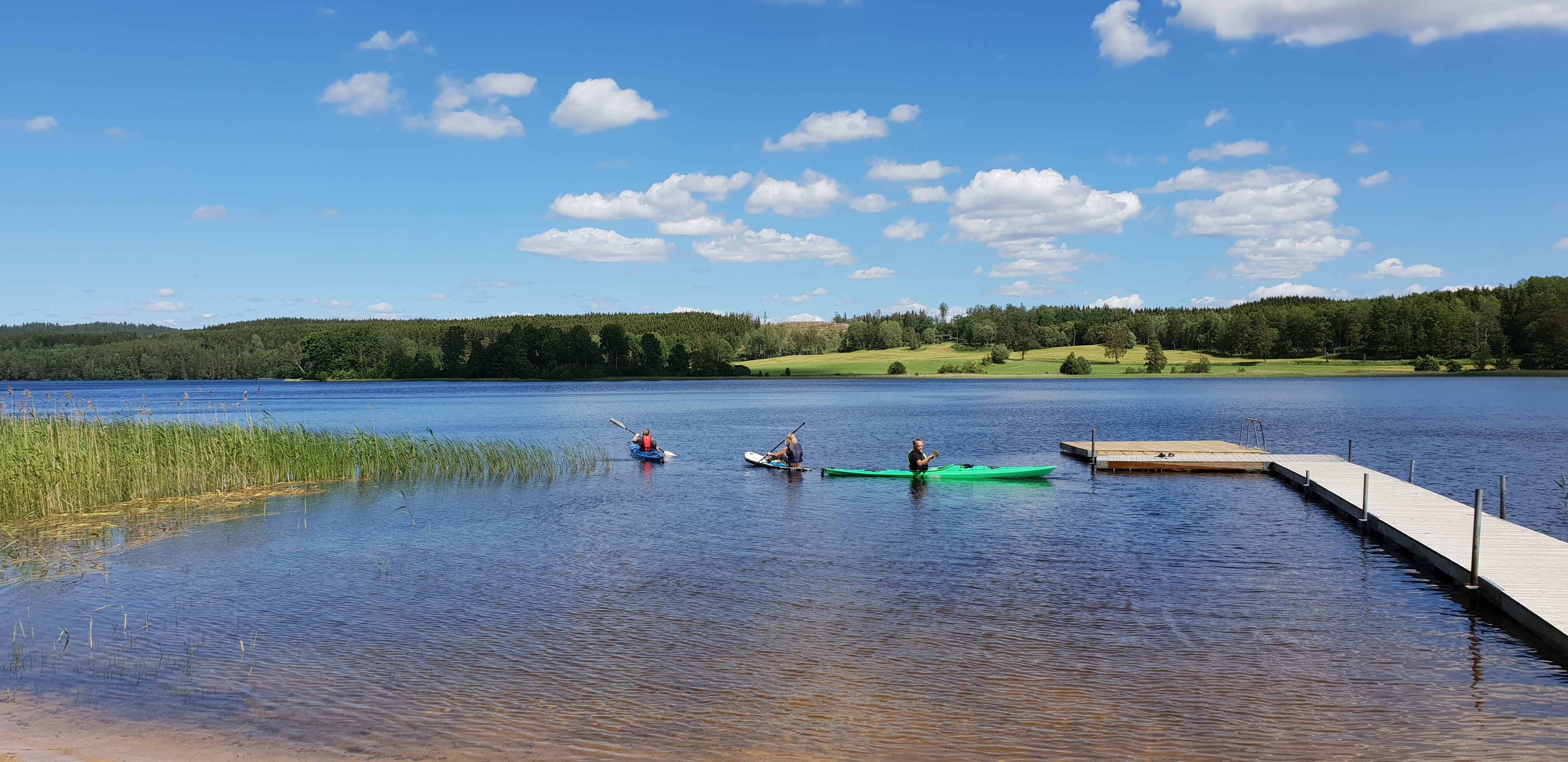

Ramsjön är en sjö i Jönköpings kommun i Småland och ingår i Motala ströms huvudavrinningsområde. Sjön har ett max djup på 19 meter och har en yta på 1,49 kvadratkilometer och befinner sig 221 meter över havet.

## Delavrinningsområde
Ramsjön ingår i det delavrinningsområde (641730-141850) som SMHI kallar för Utloppet av Ramsjön. Medelhöjden är 269 meter över havet och ytan är 18,07 kvadratkilometer. Räknas de 31 delavrinningsområdena uppströms in blir den ackumulerade arean 335,49 kvadratkilometer. Delavrinningsområdets utflöde Motala Ström mynnar i havet. Delavrinningsområdet består mestadels av skog (77 procent). Avrinningsområdet har 1,77 kvadratkilometer vattenytor vilket ger avrinningsområdet en sjöprocent på 9,8 procent.